# Học sinh
Học sinh hay học trò là những thiếu niên hoặc thiếu nhi trong độ tuổi đi học (Bắt đầu từ 6 đến 18 tuổi) đang được học tại các trường tiểu học, trung học cơ sở hoặc trung học phổ thông. Từ 6 tuổi trở lên phải học lớp 1. Học sinh là đối tượng cần sự giáo dục của cả gia đình và nhà trường. Vì chưa đủ nhận thức về mặt kiến thức và xã hội nên học sinh rất dễ bị tác động bởi các hiện tượng xã hội, vì vậy rất cần thiết sự theo dõi, định hướng, giáo dục từ gia đình và nhà trường.

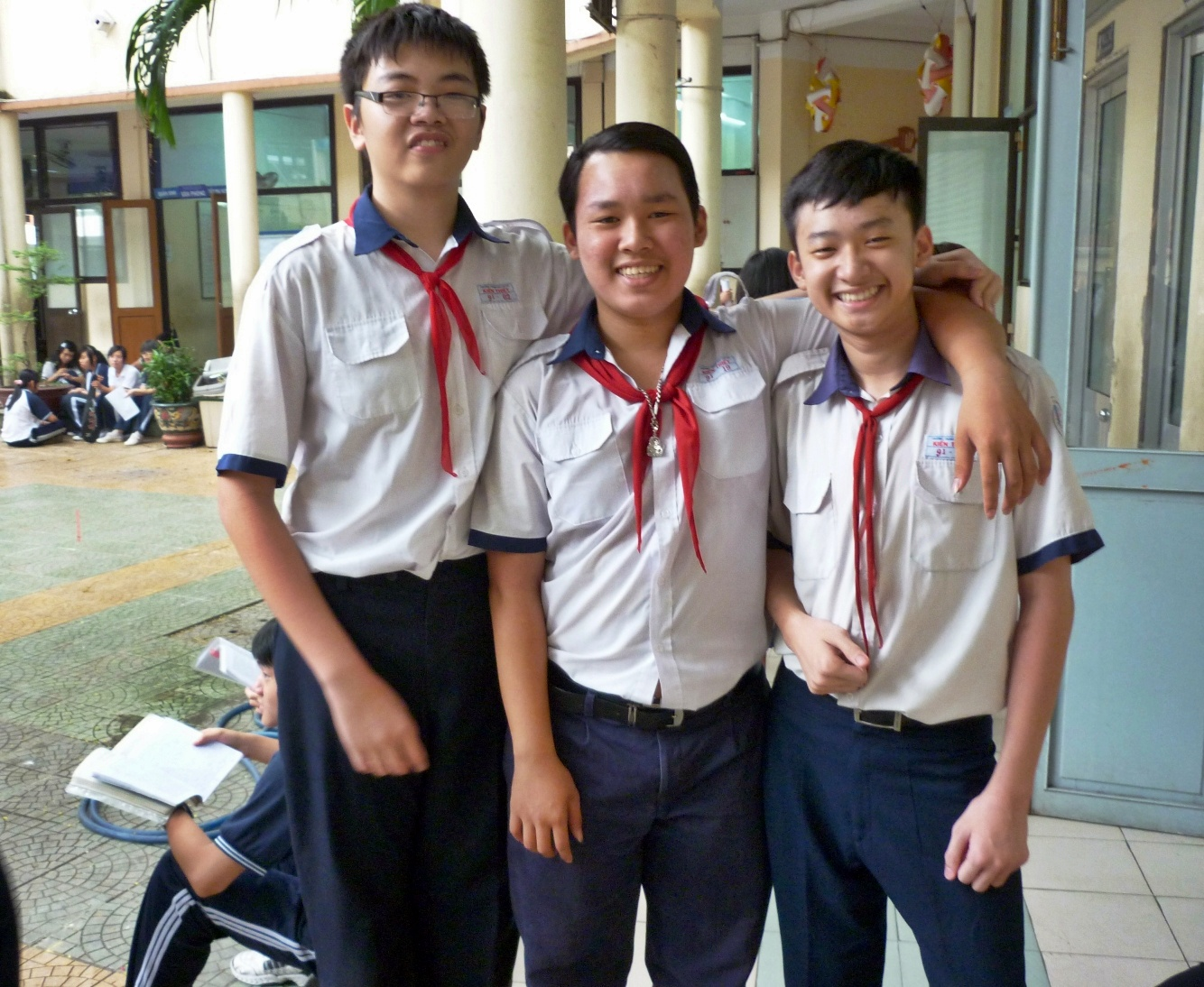
Hình ảnh chụp học sinh lớp 9, trường THCS Kiến Thiết quận 3 TPHCM.

## Học sinh Tiểu học
Các học sinh từ 6 tuổi trở lên sẽ được học ở trường Tiểu học (Cấp 1) từ lớp 1 đến hết lớp 5. Sau đây là tổng số môn học bắt buộc ở Tiểu học bao gồm:
- Tiếng Việt(còn có tiếng việt tăng cường tùy theo trường học)
- Toán,(còn có toán tăng cường tùy theo trường học)
- Ngoại ngữ (Tiếng Anh)(còn có tăng cường tùy theo trường học)
- Đạo đức
- Khoa học tự nhiên
- Khoa học xã hội
- Lịch sử
- Địa lí
- Tin học
- Công nghệ
- Giáo dục thể chất (Thể dục)
- Âm nhạc
- Mĩ thuật

## Học sinh Trung Học Cơ Sở
(Viết tắt: THCS) Khi các học sinh học hết tiểu học Sẽ Được Vào Trường Trung Học Cơ Sở (Cấp 2) Bắt đầu từ 11 đến 15 tuổi. Các Tuổi Của Học Sinh Có 11 trở lên sẽ được học từ Lớp 6 đến hết 15 tuổi (Lớp 9). Gồm có 9 trình độ, từ lớp 6 đến lớp 9. ở Trung học cơ sở có  13 môn học bắt buộc: Ngữ văn, Toán, Ngoại ngữ 1, Giáo dục công dân, Lịch sử, Địa lí, Vật lí, Hóa học, Sinh học, Công nghệ, Tin học, Giáo dục thể chất, Nghệ thuật. Danh sách môn ở Trường Trung Học Cơ Sở (cũ và mới):

### Môn Cũ
- Toán
- Vật lí
- Hóa học
- Sinh học
- Ngữ văn
- Lịch sử
- Địa lí
- Ngoại ngữ - Tiếng Anh
- Giáo dục công dân
- Công nghệ
- Thể dục
- Âm nhạc và Mỹ thuật
- Tin học

### Môn Mới
- Ngữ văn
- Toán
- Ngoại ngữ 1 - Tiếng Anh
- Giáo dục công dân
- Giáo dục thể chất
- Hoạt động trải nghiệm, hướng nghiệp
- Nội dung Giáo dục của địa phương
- Công nghệ
- Tin học
- Khoa học tự nhiên
- Lịch sử và Địa lí
- Nghệ Thuật (Âm nhạc và Mỹ thuật)
- kĩ năng sống ở một số trường học

## Học sinh Trung Học Phổ Thông
(Viết tắt: THPT) Các Học sinh đã học xong ở Trung Học Cơ sở, Sẽ được vào Trung học phở thông. Từ 15 tuổi trở lên sẽ học lớp 10 Và Đến hết 17 tuổi (lớp 12). Ở cấp 3 các học sinh phải học 5 ngôn ngữ là Tiếng Nga, Tiếng Pháp, Tiếng Trung Quốc, Tiếng Nhật Bản, Tiếng Đức. Trong đó ở trường cấp 3 có  có 13 môn học bắt buộc là: Ngữ Văn, Toán, Ngoại ngữ 1, Lịch sử, Địa lí, Vật lí, Hóa học, Sinh học, Giáo dục công dân, Giáo dục quốc phòng và an ninh, Công nghệ, Tin học, Giáo dục thể chất.

## Học sinh đại học
Học sinh đại học (hay sinh viên) thường liên quan đến nhiều khía cạnh khác nhau của cuộc sống học tập và cá nhân. Dưới đây là một số nội dung phổ biến về học sinh đại học:
1. Học Tập:
  - Chương trình học: Các môn học và chuyên ngành khác nhau.
  - Lịch học: Thời gian biểu, kỳ thi, và các hoạt động học tập.
  - Phương pháp học: Kỹ năng nghiên cứu, làm bài tập nhóm, và viết luận văn.
2. Cuộc Sống Sinh Viên:
  - Ký túc xá: Sống cùng với bạn bè và quản lý cuộc sống cá nhân.
  - Hoạt động ngoại khóa: Các câu lạc bộ, tổ chức sinh viên, và sự kiện.
  - Việc làm thêm: Cân bằng giữa học và làm thêm để kiếm thêm thu nhập.
3. Tài Chính:
  - Học bổng: Các nguồn tài trợ học bổng và điều kiện để nhận.
  - Quản lý tài chính: Lập kế hoạch chi tiêu, tiết kiệm, và quản lý nợ.
  - Chi phí sinh hoạt: Chi phí ăn ở, đi lại, và giải trí.
4. Sức Khỏe và Tâm Lý:
  - Sức khỏe thể chất: Dinh dưỡng, thể dục thể thao, và chăm sóc sức khỏe.
  - Sức khỏe tinh thần: Quản lý căng thẳng, áp lực học tập, và tìm kiếm sự hỗ trợ.
5. Sự Nghiệp:
  - Thực tập: Các cơ hội thực tập và kinh nghiệm làm việc.
  - Kỹ năng mềm: Giao tiếp, quản lý thời gian, và làm việc nhóm.
  - Tìm việc làm: Chuẩn bị hồ sơ xin việc, phỏng vấn, và tìm kiếm cơ hội việc làm sau khi tốt nghiệp.
  - Môn học tham khảo của một số trường đại học

### 1. Khoa học Xã hội và Nhân văn
- Xã hội học:
  - Xã hội học đại cương
  - Xã hội học đô thị
  - Xã hội học gia đình
- Tâm lý học:
  - Tâm lý học đại cương
  - Tâm lý học phát triển
  - Tâm lý học xã hội
- Triết học:
  - Triết học phương Đông
  - Triết học phương Tây
  - Logic học
- Lịch sử:
  - Lịch sử Việt Nam cổ đại
  - Lịch sử thế giới hiện đại
  - Lịch sử văn minh nhân loại
- Ngôn ngữ học:
  - Ngôn ngữ học đại cương
  - Ngữ pháp học
  - Ngữ âm học

### 2. Khoa học Tự nhiên
- Toán học:
  - Giải tích I, II
  - Đại số tuyến tính
  - Xác suất thống kê
- Vật lý:
  - Cơ học Newton
  - Điện từ trường
  - Vật lý hạt nhân
- Hóa học:
  - Hóa vô cơ
  - Hóa hữu cơ
  - Hóa phân tích
- Sinh học:
  - Sinh học tế bào
  - Di truyền học
  - Sinh học phân tử

### 3. Kỹ thuật và Công nghệ
- Công nghệ Thông tin:
  - Lập trình căn bản (C/C++, Java)
  - Cấu trúc dữ liệu và giải thuật
  - Phát triển web
- Kỹ thuật Điện - Điện tử:
  - Mạch điện
  - Kỹ thuật số
  - Vi điện tử
- Kỹ thuật Cơ khí:
  - Vẽ kỹ thuật
  - Cơ học ứng dụng
  - Công nghệ CAD/CAM
- Kỹ thuật Xây dựng:
  - Vật liệu xây dựng
  - Kết cấu bê tông cốt thép
  - Quản lý dự án xây dựng

### 4. Y học và Chăm sóc Sức khỏe
- Y khoa:
  - Giải phẫu học
  - Sinh lý học
  - Dược lý học
- Dược học:
  - Hóa dược
  - Dược liệu học
  - Công nghệ bào chế
- Điều dưỡng:
  - Chăm sóc cơ bản
  - Điều dưỡng nội khoa
  - Điều dưỡng cộng đồng

### 5. Kinh tế và Quản lý
- Kinh tế học:
  - Kinh tế vi mô
  - Kinh tế vĩ mô
  - Kinh tế phát triển
- Quản trị Kinh doanh:
  - Quản trị marketing
  - Quản trị nhân sự
  - Khởi nghiệp và đổi mới
- Tài chính - Ngân hàng:
  - Tài chính doanh nghiệp
  - Thị trường chứng khoán
  - Quản trị rủi ro tài chính
- Kế toán - Kiểm toán:
  - Nguyên lý kế toán
  - Kế toán quản trị
  - Kiểm toán báo cáo tài chính

### 6. Nghệ thuật và Thiết kế
- Thiết kế Đồ họa:
  - Nguyên lý thị giác
  - Thiết kế truyền thông
  - Đồ họa máy tính
- Mỹ thuật:
  - Vẽ căn bản
  - Hội họa
  - Điêu khắc
- Âm nhạc:
  - Lý thuyết âm nhạc
  - Sáng tác
  - Biểu diễn nhạc cụ

### 7. Giáo dục và Sư phạm
- Sư phạm Tiểu học:
  - Phương pháp dạy Toán tiểu học
  - Phương pháp dạy Tiếng Việt tiểu học
  - Phát triển kỹ năng sư phạm
- Sư phạm Mầm non:
  - Giáo dục âm nhạc mầm non
  - Tâm lý học trẻ em
  - Hoạt động tạo hình
- Giáo dục Đặc biệt:
  - Giáo dục trẻ em khuyết tật
  - Phương pháp can thiệp sớm
  - Tâm lý học phát triển đặc biệt

### 8. Luật và Hành chính
- Luật:
  - Luật Hiến pháp
  - Luật Hình sự
  - Luật Thương mại
- Quản lý Công:
  - Quản lý nhà nước
  - Chính sách công
  - Hành chính học

### 9. Ngôn ngữ và Văn hóa Quốc tế
- Tiếng Anh:
  - Kỹ năng nghe, nói, đọc, viết
  - Văn học Anh - Mỹ
  - Ngôn ngữ học ứng dụng
- Tiếng Trung:
  - Nghe nói tiếng Trung
  - Văn hóa Trung Quốc
  - Phiên dịch tiếng Trung
- Tiếng Nhật:
  - Tiếng Nhật tổng quát
  - Văn hóa Nhật Bản
  - Dịch thuật tiếng Nhật

### 10. Thể dục Thể thao
- Giáo dục Thể chất:
  - Lý thuyết thể dục thể thao
  - Huấn luyện bóng đá
  - Quản lý sự kiện thể thao
- Y học Thể thao:
  - Chấn thương thể thao
  - Dinh dưỡng thể thao
  - Phục hồi chức năng

### 11. Nông nghiệp và Môi trường
- Khoa học Môi trường:
  - Sinh thái học
  - Quản lý chất thải
  - Ô nhiễm môi trường
- Nông nghiệp:
  - Khoa học cây trồng
  - Chăn nuôi thú y
  - Công nghệ thực phẩm

### 12. Du lịch và Khách sạn
- Quản trị Du lịch:
  - Quản lý lữ hành
  - Hướng dẫn du lịch
  - Văn hóa du lịch
- Quản trị Khách sạn:
  - Nghiệp vụ lễ tân
  - Quản lý nhà hàng
  - Dịch vụ khách hàng

### 13. Truyền thông và Báo chí
- Báo chí:
  - Kỹ năng viết báo
  - Phỏng vấn và thu thập thông tin
  - Đạo đức nghề nghiệp
- Truyền thông:
  - Truyền thông đa phương tiện
  - Quảng cáo và quan hệ công chúng
  - Phân tích truyền thông

### 14. Kiến trúc và Quy hoạch
- Kiến trúc:
  - Nguyên lý thiết kế kiến trúc
  - Kiến trúc cảnh quan
  - Lịch sử kiến trúc
- Quy hoạch Đô thị:
  - Quy hoạch không gian đô thị
  - Giao thông đô thị
  - Phát triển đô thị bền vững
  - Cảm ơn bạn đã xem bản này